# Rhadinaea omiltemana
Espèce
Synonymes
- Dromicus omiltemanus Günther, 1894

Statut de conservation UICN

 DD  : Données insuffisantes
Rhadinaea omiltemana  est une espèce de serpents de la famille des Dipsadidae.

## Répartition
Cette espèce est endémique du centre de l'État du Guerrero au Mexique.

## Description
L'holotype de Rhadinaea omiltemana mesure 395 mm dont 130 mm pour la queue.

## Étymologie
Son nom d'espèce lui a été donné en référence au lieu de sa découverte, Omilteme dans le Guerrero.

## Publication originale
- Günther, 1894 : Reptilia and Batrachia, Biologia Centrali-Américana, Taylor, & Francis, London, p. 1-326 (texte intégral).